# Église Saint-Martin de Vatteville-la-Rue
L'église Saint-Martin est une église catholique située dans la commune du Vatteville-la-Rue, en France.

## Localisation
L'église est située à Vatteville-la-Rue, commune du département français de la Seine-Maritime dans le quartier de La Rue.

## Historique
Le vocable est mérovingien mais l'église actuelle date du XVIe siècle.
La foudre touche le clocher au XVIIe siècle ou XVIIIe siècle.
La façade ouest est reconstruite au XIXe siècle.
L'édifice est classé au titre des monuments historiques le 22 octobre 1913.

## Description
L'église est en pierre calcaire.
L'édifice possède une tribune Renaissance et des vitraux du XVIe siècle évoquant la vie de saint Martin ou des représentations de la vie maritime de la commune.
L'église conserve une litre funéraire datée de 1777 année du décès de Charles-Gabriel de Nagu, un autel dédié à saint Clément, patron des marins ainsi que des graffitis marins.